# St. Antonius (Gefäll)

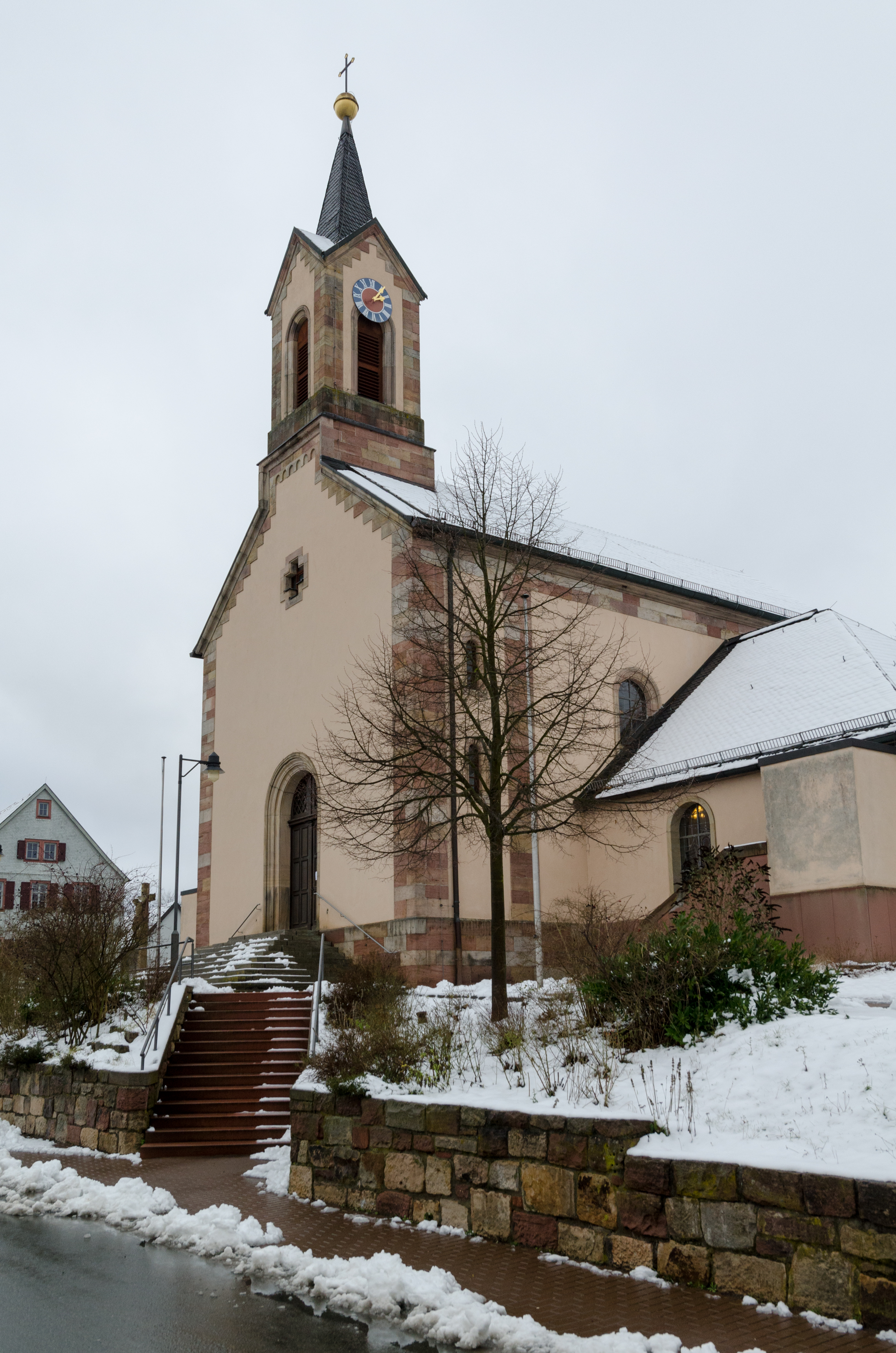
St. Antonius von Padua, Gfäll

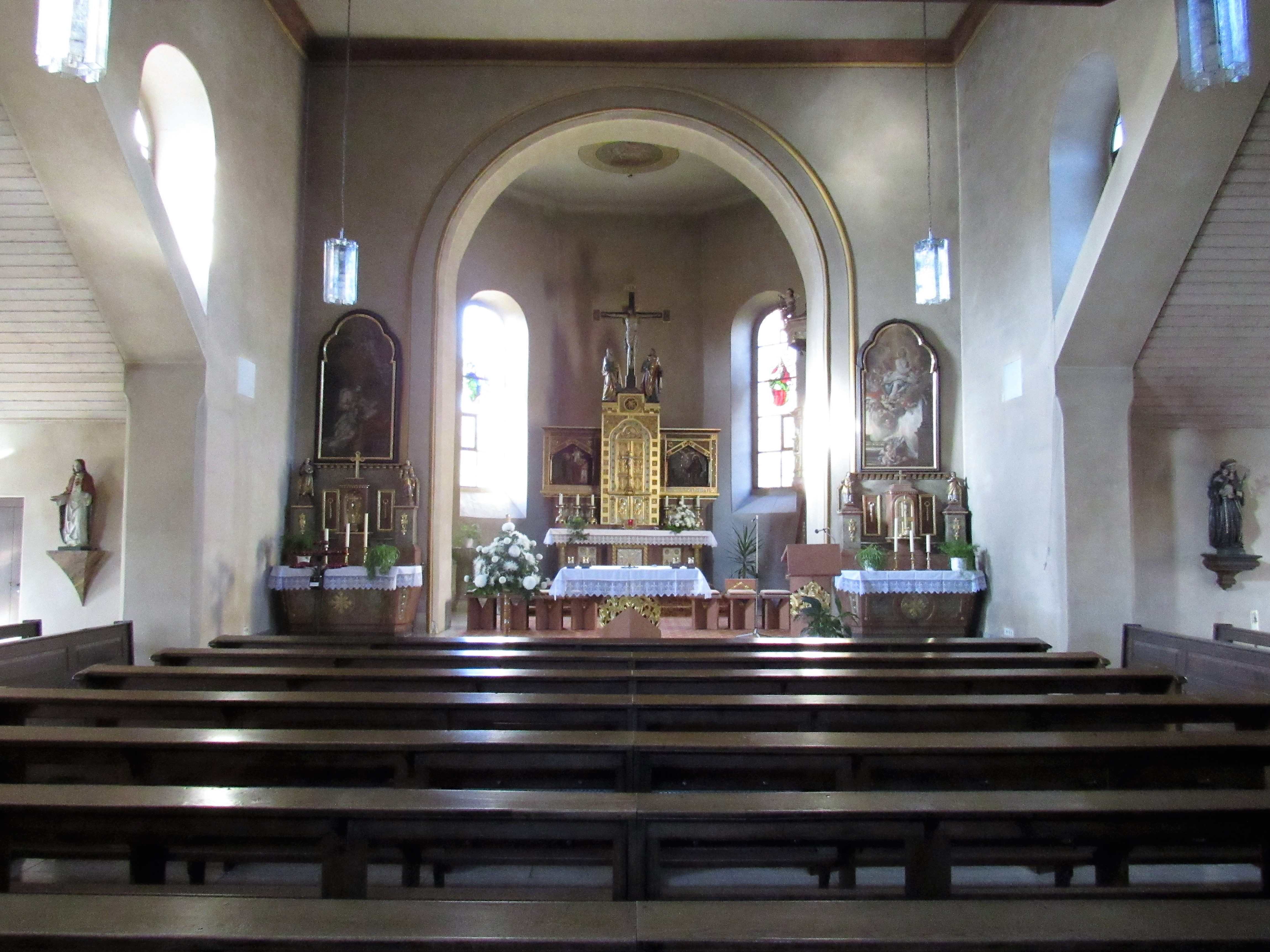
Innenraum der Kirche

Die römisch-katholische Kirche St. Antonius befindet sich in Gefäll, einem Ortsteil des in Unterfranken gelegenen Ortes Burkardroth und ist dem hl. Antonius von Padua geweiht.
Die Kirche gehört zu den Baudenkmälern von Burkardroth und ist unter der Nummer D-6-72-117-22 in der Bayerischen Denkmalliste registriert.

## Geschichte
Der Bau der Kirche begann im Jahr 1853 und war 1862 vollendet.
Im Jahr 1862 spendete die Pariserin Victoire-Félicie Bailliot Gräfin von Béhague, als sie während ihres Aufenthaltes auf Schloss Aschach die Kirche besichtigte, die Kirchbestuhlung. Ursprünglich verfügte die Kirche über 150 Sitzplätze; heute sind es 340.
Der heutige Hochaltar, der eine Kreuzigungsgruppe, den hl. Antonius von Padua und den hl. Franz von Assisi darstellt, wurde im Jahr 1909 vom Würzburger Bildhauer Heinz Schiestl errichtet und ersetzt ein Vorgängerwerk. Schiestl fertigte vermutlich auch die beiden Seitenaltäre der Kirche.
Seit dem Jahr 1966 hat die Kirche ein einheitliches Geläut aus drei Glocken mit den Tönen b´, des´´ und es´´ (Te-Deum-Motiv). Das vorherige Geläut passte musikalisch nicht gut zusammen.
In den Jahren 1977/1978 wurde die Kirche unter Bauleitung des Schweinfurter Architekten Matl um zwei Seitenschiffe ergänzt, wobei streng auf die Wahrung des bestehenden Charakters des Kirchengebäudes geachtet wurde.
Am 12. Oktober 1998 schlug ein Blitz in den Kirchturm ein, der das Turmkreuz losriss und die elektronische Steuerung von Glocke und Turmuhr beschädigte.
Im Jahr 2013 wurden Renovierungsarbeiten beschlossen, um Schäden durch Wetter und Holzwürmer zu beheben und die Ausstattung der Kirche umzugestalten und zu ergänzen. Der Beginn der Renovierungsarbeiten ist für das Jahr 2015 vorgesehen. Für die Renovierung der Kirche wurden bereits erste Spenden gesammelt.